# Alelengio
El alelengio (en griego: ἀλληλέγγυον) fue un impuesto establecido en 1002 por el emperador bizantino Basilio II, que requería que los terratenientes más ricos pagaran las deudas fiscales de sus vecinos más pobres. Se basaba en un concepto que existía desde hacía mucho tiempo en el derecho romano y bizantino, pero fue abolido por Romano III en 1028.

## Antecedentes
El término alelengio (ἀλληλεγύη, «garantía/seguridad mutua») se atestigua primero en papiros de Oxirrinco e identifica una garantía conjunta sobre una deuda u otra obligación fiscal. En el período bizantino temprano (siglo iv-vii), se había convertido en un equivalente griego del término latino fideiussio. De acuerdo con una novela de Justiniano I (r. 527-565), había dos tipos, uno de responsabilidad limitada entre las cogarantías y otro de responsabilidad ilimitada por todas y cada una de las responsabilidades fiscales y legales que surjan. En el uso de textos de los siglos ix y x, su significado había cambiado ligeramente para reemplazar el término anterior epíbole al describir la obligación tributaria colectiva entre las comunidades rurales: así, en la legislación de Nicéforo I (r. 802-811) una comunidad había para cubrir colectivamente a cualquiera de sus miembros más pobres que estaban actualmente en el servicio militar y no podían pagar, y la legislación posterior extendió esto a las obligaciones de los campesinos que habían huido de la tierra.

## Ley de Basilio II
En 1002, el emperador Basilio II (r. 976-1025) instituyó el alelengio como una ley específica, que obligaba a los terratenientes más ricos (los dinatos) a cubrir los atrasos de los contribuyentes más pobres. Se desconocen sus disposiciones exactas, pero la ley resultó impopular entre los sectores más ricos de la sociedad. La presión de la Iglesia llevó a su cancelación en 1028, por Romano III (r. 1028-1034). Sin embargo, el término aparece en las fuentes hasta finales del siglo xii, cuando el futuro Patriarca de Constantinopla, Nicolás IV de Constantinopla, acusó a los recaudadores de impuestos de seguir aplicando el alelengio para extraer impuestos de los campesinos.